# Köllő János
Köllő János (Leningrád, 1952. október 27. –) közgazdász. A Magyar Tudományos Akadémia Munkatudományi Bizottságának tagja. A közgazdaságtudományok kandidátusa (1990). A Magyar Tudományos Akadémia doktora (2011).

## Életpályája
1972–1977 között a Marx Károly Közgazdaságtudományi Egyetem hallgatója volt. 1977-től a Magyar Tudományos Akadémia Közgazdaságtudományi Intézetének kutatója és tudományos főmunkatársa. 1993–1994 között a Collegium Budapest munkatársa volt. 1996-tól az Ann Arbor-i William Davidson Intézet munkatársa. 2002-től a Pannon Egyetemen dolgozik. 2011-ben a Magyar Tudományos Akadémia doktora lett.
Kutatási területe a munkaerő-piaci egyensúlytalanságok, a munkaerő-piaci szereplők viselkedése.

## Családja
Szülei: Köllő Miklós (1928–2024) dramaturg és Vágó Márta (1928–2016) voltak. 1975-ben házasságot kötött Varga Júlia közgazdásszal. Két fiuk született: Mihály (1980) és Tamás (1984).

## Művei
- Esettanulmányok az ipari szövetkezetek fúziói köréből (1979)
- Kereseti és bérviszonyaink (1983)
- Munkaerőpiac tőkepiac nélkül (1990)
- Foglalkoztatáspolitikai orvosságos és méregtár: Tanulmányok a foglalkoztatáspolitika eszközeiről (1995)
- Kereseti egyenlőtlenségek Magyarországon 1986-1994 (1995)
- A bérarányok alakulása Magyarországon a rendszerváltás időszakában (1997)
- Regionális munkanélküliség és bérek az átmenet éveiben (1998)
- A "túlzott központosítástól" az átmenet stratégiájáig: tanulmányok Kornai Jánosnak (1998)
- Relokáció: a munkahelyek áttelepülése Nyugat-Európából Magyarországra (1999)
- Meddig tart a rendszerváltás? (2001)
- A járadékos munkanélküliek álláskilátásai 1994 és 2001 tavaszán (2001)
- A munkanélküli segélyrendszer 2000. évi szigorításának politikai támogatottsága (2001)
- Az ingázási költségek szerepe a regionális munkanélküliségi különbségek fenntartásában - becslési kísérlet (2001-2002)
- Ágazati bérkülönbségek Magyarországon (2001)
- A gazdasági átalakulás két szakasza és az emberi tőke átértékelődése Magyarországon (2001)
- A minimálbér költségvetési hatásai (2004)
- A magyar foglalkoztatáspolitika átfogó értékelése az Európai Foglalkoztatási Stratégia kontextusában, az elmúlt öt év tapasztalatai alapján (2005)
- A nem foglalkoztatottak összetétele az ezredfordulón (2005)
- Felsőoktatási expanzió, "diplomás munkanélküliség" és a diplomák piaci értéke (2005)
- A napi ingázás feltételei és a helyi munkanélküliség Magyarországon: újabb számítások és számpéldák (2006)
- Transzformációs sokk heterogén munkaerőpiacon (2006)
- Zöld könyv: a magyar közoktatás megújításáért (2008)
- Munkaerőpiaci tükör (2008)
- A gyermeknevelési támogatások munkaerő-piaci hatásai (2008)
- Miért nem keresnek állást a magyar munkanélküliek? : hipotézisek az Európai Munkaerőfelvétel adatai alapján: Hipotézisek az Európai Munkaerőfelvétel adatai alapján (2009)
- A pálya szélén: Iskolázatlan munkanélküliek a posztszocialista gazdaságban (2009)
- Nyugdíj-jogszerzés a teljes életpályára vonatkozó adatok alapján: jelentés a KSH-ONYF adatfelvételről (2009)
- Vállalati reakciók a gazdasági válságra: 2008-2009 (2010)
- …és a 49 méteres rövidhullámon: Kemény István jegyzetei a Szabad Európa Rádióban, 1980-1990 (2010)
- Kinek használ az évvesztés?: Iskolakezdési kor és tanulói teljesítmények Magyarországon (2010)
- Munkagazdaságtan (2011)
- Foglalkoztatási csodák Európában: tanulságok a munkaerő-piaci előrejelzés számára (2013)
- A közszféra bérszintje és a magánszektorból átlépők szelekciója 1997-2008-ban (2013)
- Az érettségi védelmében (2015)
- Munkaerőpiaci tükör, 2016 (2017)
- Aktivitás, foglalkoztatás, munkanélküliség és bérek (2018)
- Kertesi Gábor 70 éves: Írások neki és róla (2021)

## Díjai
- A Magyar Érdemrend lovagkeresztje (2006)[5][6][7]